# Димитър Кондов
Димитър Петров Кондов е български политик от БРСДП, по-късно от БРСДП (т.с.) и БКП (т.с.).

## Биография
Роден е на 26 октомври 1881 г. във варненското село Николаевка. През 1908 г. се заселва със семейството си във Варна и става секретар на варненската организация на БРСДП (т.с.) от 1910 г., активно участвайки в местната партийна организация. През 1912 г. е избиран за общински съветник. Взема участие в Балканските и Първата световна войни в редиците на 44-ти пехотен тунджански полк. През 1918 г. е избран за окръжен съветник във Варна. Участва в организирането на стачки във Варна. Кмет на Варненската комуна от 1919 до 1921 г. През 1923 г. е заловен като един от организаторите на Септемврийското въстание и е разстрелян. Синът му Душко Кондов е генерал-майор от българската народна армия.